# Тшебиня
Тшеби́ня (пол. Trzebinia)  —  город  в Польше, входит в Малопольское воеводство,  Хшанувский повят.  Имеет статус городско-сельской гмины. Занимает площадь 31,3 км². Население — 20 373 человека (на 2005 год).